# Elatostema hechiense
Elatostema hechiense là loài thực vật có hoa trong họ Tầm ma. Loài này được W.T.Wang & Y.G.Wei mô tả khoa học đầu tiên năm 2007.